# Walldorf (Thüringen)
Walldorf är en Gemeinde i Landkreis Schmalkalden-Meiningen i det tyska förbundslandet Thüringen. Walldorf, som för första gången nämns i ett dokument från år 982, hade 2 196 invånare år 2012.
I Walldorf flyter floden Herpf ihop med Werra. 